# Balla Gábor Tamás
Balla Gábor Tamás (Nagykáta, 1943. december 19. –) magyar egyetemi tanár, nevelésszociológus, filmrendező, politikus, országgyűlési képviselő. A neveléstudományok kandidátusa (1987).

## Életpályája

### Iskolái
Hét helyen járt általános iskolába az ország különböző részein; 1962-ben érettségizett a jászberényi Lehel Vezér Gimnáziumban. 1963–1968 között az Eötvös Loránd Tudományegyetem Bölcsészettudományi Kar népművelés-magyar szakos hallgatója volt. 1971-ben filmpedagógiából doktorált.

### Pályafutása
1962-ben egy évig segédmunkásként dolgozott a Budapesti Csokoládégyárban. 1966–1972 között amatőrfilmes díjakat nyert. 1968–1969 között a jászberényi Déryné Művelődési Ház igazgatója volt. Nyolc hónappal később politikai okokból – egy antológia szerkesztése miatt – elbocsátották. 1968–1973 között az Amatőr című lap szerkesztőjeként dolgozott. 1969–1971 között a Danuvia Művelődési Központ ügyintézője, a Faipari KISZÖV előadója, a kerepesi Művelődési Otthon népművelője volt. 1971–1988 között a Gödöllői Agrártudományi Egyetem tudományos segédmunkatársa, tanársegéde és adjunktusa volt. 1972–1974 között mellékállásban az aszódi javítóintézet szakkörvezetője volt. 1987–1990 között a – víztornyok javításával foglalkozó – HIDROGÉM GMK fizikai dolgozója volt. 1988-tól tagja volt a Magyar Szociológiai Társaságnak. 1988-tól a Tanárképző Intézet docense; pedagógiai etikát és nevelésszociológiát oktat. 1994-től a Károli Gáspár Református Egyetem pedagógiai tanszékén oktatott. 1996-tól az ELTE BTK neveléstudományi tanszékén is tanított. 1996-tól az Egyetemes Magyar Pedagógus Egyesület elnökségi tagja.

### Politikai pályafutása
1989 óta az MDF tagja, az oktatáspolitikai szakbizottság tagja. 1990–1994 között országgyűlési képviselő volt (Budapest XVII. kerülete). 1992-ben az alkotmányügyi, törvényelőkészítő és igazságügyi bizottság tagja volt. 1992–1994 között az oktatási, ifjúsági és sportbizottság tagja, valamint az Ifjúság-nevelés, oktatás, polgári védelem tagja volt.

## Családja
Szülei: Balla Gergely katonatiszt és Komándi Erzsébet tanítónő voltak. 1953-ban árvaságra jutott; anyai nagyszülei nevelték öccsével együtt. 1959-től önállóan tartotta el magát. 1973-ban házasságot kötött Lázár Margittal. Két gyermekük született: Tamás (1974) és Gabriella (1976).

## Művei
- Értelmiségnevelés a felsőfokú agrárszakképzésben (1987)
- Iskolaszervezettan (egyetemi jegyzet, 1995)
- Nevelésszociológiai ismeretek moduláris rendszerben (egyetemi jegyzet, 1995)
- Nevelésszociológia moduláris feldolgozásban (egyetemi jegyzet; SZIE Tanárképző Intézet, Gödöllő, 2002)
- Az iskolaszervezet tanalapjai (Egyetemi jegyzet, SZIE Tanárképző Intézet, Gödöllő, 2004)

## Díjai
- Pedagógus szolgálati emlékérem (2003)
- SZIE Babérkoszorú (2005)